# Río Ega
Ega (baskiska: Ega ibaia) är ett vattendrag i Spanien.   Det ligger i regionen Navarra, i den nordöstra delen av landet, 260 km nordost om huvudstaden Madrid.
Det är en biflod till Ebro, som i sin tur mynnar ut i Baleariska sjön. Ega rinner genom Navarra, men har sitt ursprung i Álava, nära Lagrán, och rinner genom staden Estella-Lizarra.